# Table des caractères Unicode/U0000
Cette page contient des caractères spéciaux ou non latins. S’ils s’affichent mal (▯, ?, etc.), consultez la page d’aide Unicode.
Table des caractères Unicode U+0000 à U+0 
07F (0 à 127 en décimal).

## Commandes C0 et latin de base(Unicode 1.0.0)
Utilisés pour l’alphabet latin et certains symboles et signes de ponctuation. Ce sous-ensemble contient tous les caractères invariants des jeux de caractères ISO/CEI 646, les positions variantes correspondant à la version américaine (US-ASCII), compatible avec le jeu de caractère ISO/CEI 8859-1.
Les caractères U+0000 à U+001F et U+007F sont des caractères de contrôle C0 (ou de commandes, formalisés dans la norme ISO/CEI 6429:1992) et seuls quelques-uns (U+0009, U+000A, U+000D) sont normalisés pour le codage de textes et ont un comportement bien défini par Unicode (les autres sont ignorables dans les recherches de texte et leur usage n’est pas recommandé, car ils dépendent de protocoles spécifiques). Le caractère U+0020 (espace) est parfois aussi considéré comme un caractère de commande de format.

### Table des caractères
| en fr  | 0   | 1   | 2   | 3   | 4   | 5   | 6   | 7   | 8   | 9  | A   | B   | C  | D  | E  | F   |
| ------ | --- | --- | --- | --- | --- | --- | --- | --- | --- | -- | --- | --- | -- | -- | -- | --- |
| U+0000 | NUL | SOH | STX | ETX | EOT | ENQ | ACK | BEL | BS  | HT | LF  | VT  | FF | CR | SO | SI  |
| U+0010 | DLE | DC1 | DC2 | DC3 | DC4 | NAK | SYN | ETB | CAN | EM | SUB | ESC | FS | GS | RS | US  |
| U+0020 | SP  | !   | "   | #   | $   | %   | &   | '   | (   | )  | *   | +   | ,  | -  | .  | /   |
| U+0030 | 0   | 1   | 2   | 3   | 4   | 5   | 6   | 7   | 8   | 9  | :   | ;   | <  | =  | >  | ?   |
| U+0040 | @   | A   | B   | C   | D   | E   | F   | G   | H   | I  | J   | K   | L  | M  | N  | O   |
| U+0050 | P   | Q   | R   | S   | T   | U   | V   | W   | X   | Y  | Z   | [   | \  | ]  | ^  | _   |
| U+0060 | `   | a   | b   | c   | d   | e   | f   | g   | h   | i  | j   | k   | l  | m  | n  | o   |
| U+0070 | p   | q   | r   | s   | t   | u   | v   | w   | x   | y  | z   | {   | \| | }  | ~  | DEL |

- Légende, point de code :
- alloué
- contrôle ou mise en forme

### Historique

#### Version initiale Unicode 1.0.0
C'est la version actuelle, qui n’a pas été modifiée depuis l’unification d’Unicode, dans sa première version stable 1.1, avec la norme révisée ISO/CEI 10646-1 qui avait fait les mêmes choix antérieurs. Elle est basée sur la variante américaine (US-ASCII) de la norme ISO/CEI 646, dont elle étend l'ancien codage sur 7 bits seulement avec une égalité des valeurs numériques des points de code Unicode/ISO/CEI 10646 et des valeurs des codets de l’ancienne norme.